# Ulli Pfau
Ulli Pfau (* 1951 in Ebingen) ist ein deutscher Filmproduzent für Dokumentarfilme.
Ulli Pfau studierte Germanistik und Politologie an der Universität Tübingen. Ab 1978 wurde er beim Süddeutschen Rundfunk als Redaktions- und Regie-Assistent tätig. Er begann das Erstellen eigener Dokumentarfilme. 1995 wechselte er zur EuroArts Medien.
2003 kam er zur Produktionsgesellschaft Eikon.
Für den Dokumentarfilm Das Herz von Jenin wurde er 2010 mit dem Deutschen Filmpreis ausgezeichnet.

## Filmografie (Auswahl)
- 1997: Blue Note – A Story of Modern Jazz (Dokumentarfilm)
- 2003: Die Blutritter (Dokumentarfilm)
- 2006: Play your own Thing – Eine Geschichte des Jazz in Europa (Dokumentarfilm)
- 2007: Das Reichsorchester (Dokumentarfilm)
- 2008: Das Herz von Jenin (Dokumentarfilm)
- 2009: Hunger (Dokumentarfilm)
- 2014: The Forecaster (Dokumentarfilm)
- 2016: Der Luther-Code (Mini-Doku-Serie)